# Zonotriche decora
Zonotriche decora är en gräsart som först beskrevs av Otto Stapf, och fick sitt nu gällande namn av James Bird Phipps. Zonotriche decora ingår i släktet Zonotriche och familjen gräs. Inga underarter finns listade i Catalogue of Life.